# نبردناو کلاس قیصر فریدریش سوم
نبردناو کلاس قیصر فریدریش سوم (به آلمانی: Kaiser Friedrich III-class battleship) کلاسی از پنج نبردناو نیروی دریایی امپراتوری آلمان بود که بین سال‌های ۱۸۹۵ تا ۱۹۰۱ تولید شدند.

## طراحی و توسعه
نبردناو کلاس قیصر فریدریش سوم به منظور دفاع ساحلی طراحی و تولید شدند. با وجود کفایت تسلیحات اصلی شامل چهار توپ ۲۴ سانتی‌متری برای انجام این وظیفه، امکان برابری آن با آتشبارهای قدرتمندتر هم‌عصران خارجی وجود نداشت. با وجود این که تصور می‌شد با توجه به وزن این نبردناوها، تسلیحات اصلی آن‌ها بسیار ضعیف است اما چهارده توپ ثانویه ۱۵ سانتی‌متری، در جایگاه‌های محافظت‌شده، آن را مناسب هدف مقرر شده از تولید آن‌ها ساخته بود.
با وجود ضخامت ۳۰ سانتی‌متری کمربند اصلی، نبردناوهای این کلاس محافظت ضعیفی داشتند. این کمربند در تمامی طول آن بسیار باریک بود و هنگام بارگیری کامل تماما در آب فرو می‌رفت تا قسمت بالایی نبردناو حتی در مقابل آتش توپ‌های کالیبر متوسط از هر فاصله‌ای نیز آسیب‌پذیر باشد. قسمت پایین کمربند ۱۷ سانتی‌متر ضخامت داشت و هنگام بارگیری معمول حدود ۱ متر زیر آب بود. بدین شکل در صورت اندکی چرخش یا بارگیری سبک‌تر انتهای کمربند در سطح آب قرار می‌گرفت. بر روی نبردناوهای این کلاس هیچ کمربند نصب نشده بود.

## کتابشناسی
- Burt, Robert A. (1989). German Battleships 1897-1945. Arms & Armour. ISBN 978-0853689850.